# Totleben (distrikt i Bulgarien)
Totleben (bulgariska: Тотлебен) är ett distrikt i Bulgarien.   Det ligger i kommunen Obsjtina Pordim och regionen Pleven, i den centrala delen av landet, 150 km nordost om huvudstaden Sofia.
Trakten runt Totleben består till största delen av jordbruksmark. Runt Totleben är det ganska glesbefolkat, med 34 invånare per kvadratkilometer.